# Pier Francesco Pingitore
Pier Francesco Pingitore, né à Catanzaro le 27 septembre 1934, est un réalisateur  scénariste, dramaturge et auteur italien.

## Biographie
Pier Francesco Pingitore a commencé sa carrière en tant que journaliste, alors qu'il était avec Mario Castellacci, Luciano Cirri et Piero Palumbo le fondateur en 1965 du théâtre « Bagaglino » (en hommage à Anton Giulio Bragaglia) à Rome. Après un succès local, à partir de 1973, l'entreprise a obtenu un grand succès à la télévision RAI avec le spectacle de variété Dove sta Zazà?.
En 1968, Pingitore fait ses débuts de réalisateur au cinéma avec un documentaire sur le mouvement de protestation de la jeunesse européenne, puis, de 1975 à 1983 et de nouveau en 1992, il écrit et réalise une série de comédies satiriques jouées par Pippo Franco et par plusieurs composantes du « Bagaglino », ciblant différents aspects de la société italienne, comme les  scandales politiques, de football, l'école et l'industrie de la musique.

## Filmographie

### Réalisateur de cinéma
- 1970 : Dipingi di giallo il tuo poliziotto
- 1976 : Remo e Romolo (it) (Remo e Romolo - Storia di due figli di una lupa)
- 1977 : Nerone (it)
- 1978 : Scherzi da prete (it)
- 1979 : Tutti a squola
- 1979 : L'imbranato (it)
- 1980 : Ciao marziano (it)
- 1980 : Il casinista (it)
- 1982 : Gian Burrasca (it)
- 1982 : Attenti a quei P2 (it)
- 1983 : Il tifoso, l'arbitro e il calciatore (it)
- 1983 : Sfrattato cerca casa equo canone (it)
- 1992 : Gole ruggenti (it)

### Réalisateur de télévision
- C'era una volta Roma (1979)
- Ladri si nasce (1997)
- Tre stelle (1999)
- Villa Ada (1999)
- La casa delle beffe (2000)
- La palestra (2003)
- Con le unghie e con i denti (2004)
- Imperia, la grande cortigiana (2005)
- Domani è un'altra truffa (2006)
- Di che peccato sei? (2007)
- Vita da paparazzo (2008)

## Théâtre
- Quel 25 luglio a Villa Torlonia (2010)
- Operazione Quercia - Mussolini a Campo Imperatore (2013)
- Scacco al duce - L'ultima notte di Ben e Claretta (2015)

Les trois œuvres font partie d'une trilogie consacrée à Benito Mussolini et à la chute du fascisme.

## Émissions télévisées
- Dove sta Zazà - Rai 1, en tant que scénariste seulement (1973)
- Mazzabubù - Programma Nazionale, en tant que scénariste seulement (1975)
- Il ribaltone - Rete 1, en tant que scénariste seulement (1978)
- Sogni di gloria, 2 saisons, Rai Tre (1986)
- Per chi suona la campanella, 6 saisons, Rai Due (1987)
- Biberon, 13 saisons, Rai Uno (1987)
- Miti e de miti Rai Uno (1988)
- Cocco Rai Due (1988)[5]
- Biberon n. 2, 18 saisons, Rai Uno (1988)
- Biberon a Venezia, 1 saison, Rai Uno (1989)
- Biberon n. 3, 9 saisons, Rai Uno (1990)
- Crème Caramel, 10 saisons, Rai Uno (1991)
- Crème Caramel n. 2, 11 saisons, Rai Uno (1992)
- Saluti e baci, 12 saisons, Rai Uno (1993)
- Bucce di banana, 8 saisons Rai Uno (1994)
- Champagne Canale 5 (1995)
- Rose rosse Canale 5 (1996)
- Viva l'Italia Canale 5 (1997)
- Viva le italiane Canale 5 (1997)
- Gran caffè Canale 5 (1998)
- Il ribaldone Canale 5 (1999)
- BuFFFoni Canale 5 (2000)
- Saloon Canale 5 (2001)
- Marameo Canale 5 (2002)
- Mi consenta Canale 5 (2003)
- Barbecue Canale 5 (2004)
- Tele fai da te Canale 5 (2005)
- Torte in faccia Canale 5 (2006)
- E io pago.. Canale 5 (2007)
- Gabbia di matti Canale 5 (2008)
- Vieni avanti cretino Rete 4 (2008)
- Bellissima - Cabaret anticrisi Canale 5 (2009)
- Magnámose Tutto! Canale 5 (2017)